# Paolo Tornaghi
Paolo Tornaghi (Garbagnate Milanese, 21 juni 1988) is een Italiaans voetballer die dienstdoet als doelman. Hij verruilde in 2014 Chicago Fire voor Vancouver Whitecaps.

## Clubcarrière
Tornaghi begon zijn carrière bij Internazionale waar hij moeite had door te breken. In juli 2008 werd hij uitgeleend aan Como uit de Lega Pro Seconda Divisione. In 2009 werd hij verhuurd aan Rimini Calcio uit de Lega Pro Prima Divisione. Bij Rimini was hij tweede doelman achter Maurizio Pugliesi. In 2010 keerde hij terug bij Como. Hij maakte zijn debuut op 8 augustus in de eerste ronde van de Coppa Italia.
In juni 2011 werkte hij een trainingsstage af bij AGOVV. Hij verliet de club een aantal weken later nadat duidelijk werd dat AGOVV hem geen vaste basisplaats kon garanderen. Tornaghi sloeg er vervolgens niet in een nieuwe club te vinden en bleef dus bij Inter. Bij Inter werd hij vijfde keeper achter Júlio César, Luca Castellazzi, Paolo Orlandoni en Raffaele Di Gennaro. In januari 2012 vertrok Tornaghi naar de Verenigde Staten om op trainingsstage te gaan bij Chicago Fire. Op 8 maart 2012 tekende hij een contract bij Chicago. Daar functioneerde hij aanvankelijk als derde doelman achter Sean Johnson en Jay Nolly. Later werd hij echter tweede keus achter eerste doelman Sean Johnson. Hij kreeg als tweede doelman het meeste speeltijd toen eerste doelman Sean Johnson met de Verenigde Staten uitkwam in de CONCACAF Gold Cup. Op 25 november 2013 nam de club afscheid van Tornaghi. Vervolgens tekende hij op 18 februari 2014 bij het Canadese Vancouver Whitecaps.